# Arlindo Marçal

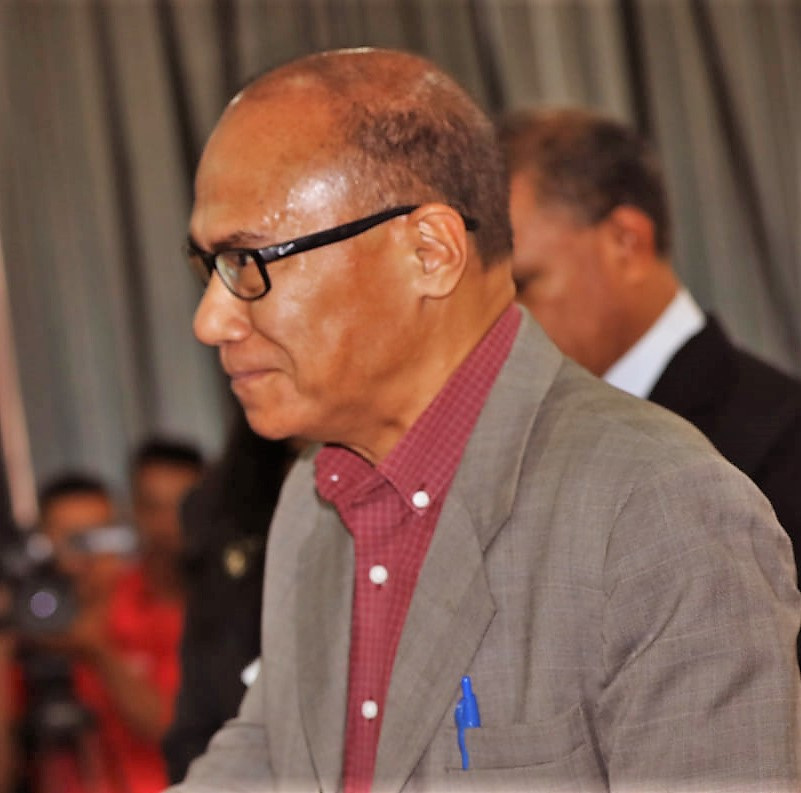
Arlindo Marçal em 2020

Arlindo Francisco Marçal ( 31 de maio de 1960 em Same, Timor Português) é um político, diplomata e teólogo protestante timorense. Foi o primeiro embaixador timorense na Indonésia após a restauração da independência do seu país.

## Carreira
Marçal estudou teologia em Kupang e na Universitas Kristen Duta Wacana (UKDW) Yogyakarta / Indonésia .   Em 1992 ele se tornou líder moderador da Igreja Cristã Protestante de Timor Leste ( em indonésio:  Gerja Kristen Timor Timur GKTT). Sob ele, o GKTT distanciou-se dos ocupantes indonésios. O GKTT tornou-se membro da Aliança Reformada Mundial e Marçal posicionou-se como um apoiante da independência de Timor-Leste, procurando o apoio dos cristãos no estrangeiro. Foi convidado de duas assembleias gerais das igrejas presbiterianas nos Estados Unidos .   Marçal desempenhou um papel crucial na fundação da ONG Yayasan HAK em 1996. 
Em 1999, Marçal foi cofundador do Partido Democrata Cristão (PDC), do qual se tornou secretário-geral e do qual tambem representou no Conselho Nacional de Resistência Timorense (CNRT). Ele desistiu do cargo de moderador do GKTT em 2002. O PDC fundiu-se temporariamente com a União Democrata-Crista de Timor (UDC), um partido conservador, e ele tornou-se presidente da UDC/PDC juntamente com Vicente da Silva Guterres . Mas já em 2000, o PDC dividiu-se novamente como uma nova formação e a UDC/PDC formou o seu próprio partido até ser finalmente fundida no PDC. Marçal foi substituído como secretário-geral por Júlio Pereira.
Marçal concorreu com sucesso em segundo lugar na lista eleitoral do PDC nas eleições para a Assembleia Constituinte de 2001.  Na Assembleia Constituinte, Marçal foi vice-presidente de 2001 a 2002, mas deixou o parlamento mais cedo porque foi nomeado o primeiro embaixador de Timor-Leste na Indonésia em Outubro, após a independência de Timor-Leste em 20 de Maio de 2002. Exerceu o cargo de 2003 a 2007.   Depois foi substituído por Ovídio Amaral. 
Dada a sua liderança dentro do protestantismo timorense, em Agosto de 2008, Marçal tornou-se presidente da recém-fundada Igreja Evangélica Presbiteriana de Timor-Leste (IEPTL). Ele ocupou o cargo até 2011. Foi também reitor da Universidade de Díli (UNDIL).  
Arlindo Marçal trabalhou mais tarde como advogado em Díli e fundou a ONG Hametin. Desde 2017 é membro do conselho fiscal do Centro Nacional Chega! (CNC).   Seu mandato foi estendido de 2020 para 2023. 